# Колісцевий замок

Схема колісцевого замка

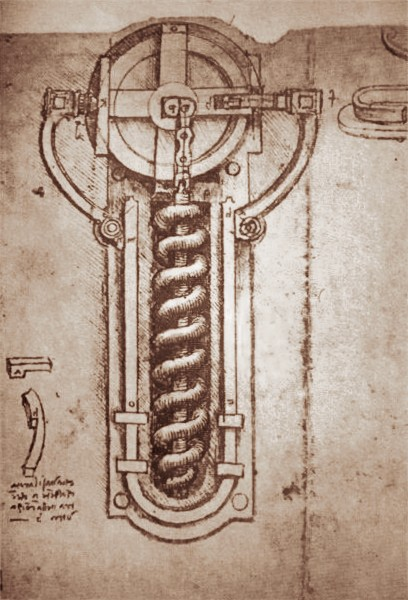
Колісцевий замок Леонардо да Вінчі

Колісцевий, або коліщатковий замок — поширений в XV—XVII століттях механізм вогнепальної зброї, в якому необхідна для займання порохового заряду іскра добувається за допомогою обертового коліщатка з рискою.
Колісцевий замок — єдиний винахід Леонардо да Вінчі, який масово вироблявся за його життя. У своїй праці «Codex Atlanticus» він привів схему будови колісцевого замка для пістолета, який заводився ключем. Будова нового замка була такою: на зміну старим ґнотам, які вимагали доступу стрільця до відкритого вогню і створювали в процесі горіння небажаний демаскувальний ефект, прийшов курок з затиснутим шматочком кременя, під курком і полицею розташовувалося коліщатко з рискою. Пристрій працював за допомогою заведення ключем пружини, яка після натискання на спусковий гачок приводила в рух коліщатко і опускала на нього курок з кременем (спочатку з піритом), в результаті тертя викресалися іскри, що запалювали пороховий заряд. Колісцевий замок перевершував по надійності поширені в той час ґнотові замки. Він був стійкішим до вологи і змагався в надійності з кременевим замком, який міг дати осічку без видимих на те причин. Існували також варіанти рушниць, котрі поєднували вищеназвані типи замків. Недоліком колісцевого замка була його крайня дорожнеча, складність будови, недостатньо висока якість використаної сталі і боязнь бруду. Якщо використовувався твердий кремінь, насічка коліщатка швидко зношувалося; м'який пірит не псував коліщатко, але кришився сам і забруднював замок. У 1580 році можна було купити аркебузу з ґнотовим замком за 350 франків, а така ж аркебуза з колісцевим замком коштувала не менше ніж 1500 франків. Якщо стрілець втрачав ключ для заводу механізму, зброя ставала некорисною. Проте це був якісний крок вперед у порівнянні з ґнотовою зброєю, і перший тип механізму, придатний для пістолета (необхідність постійно підтримувати ґніт палаючим зводила нанівець всі переваги пістолета як особистої зброї).
У XVII — початку XVIII століть колісцевий замок було повсюдно витіснено більш дешевим і зручним кременевим ударним замком.
У даний час схожий принцип отримання іскри за рахунок контакту пірофорного сплаву з насіченою поверхнею колісця застосовується в деяких запальничках.

## Галерея

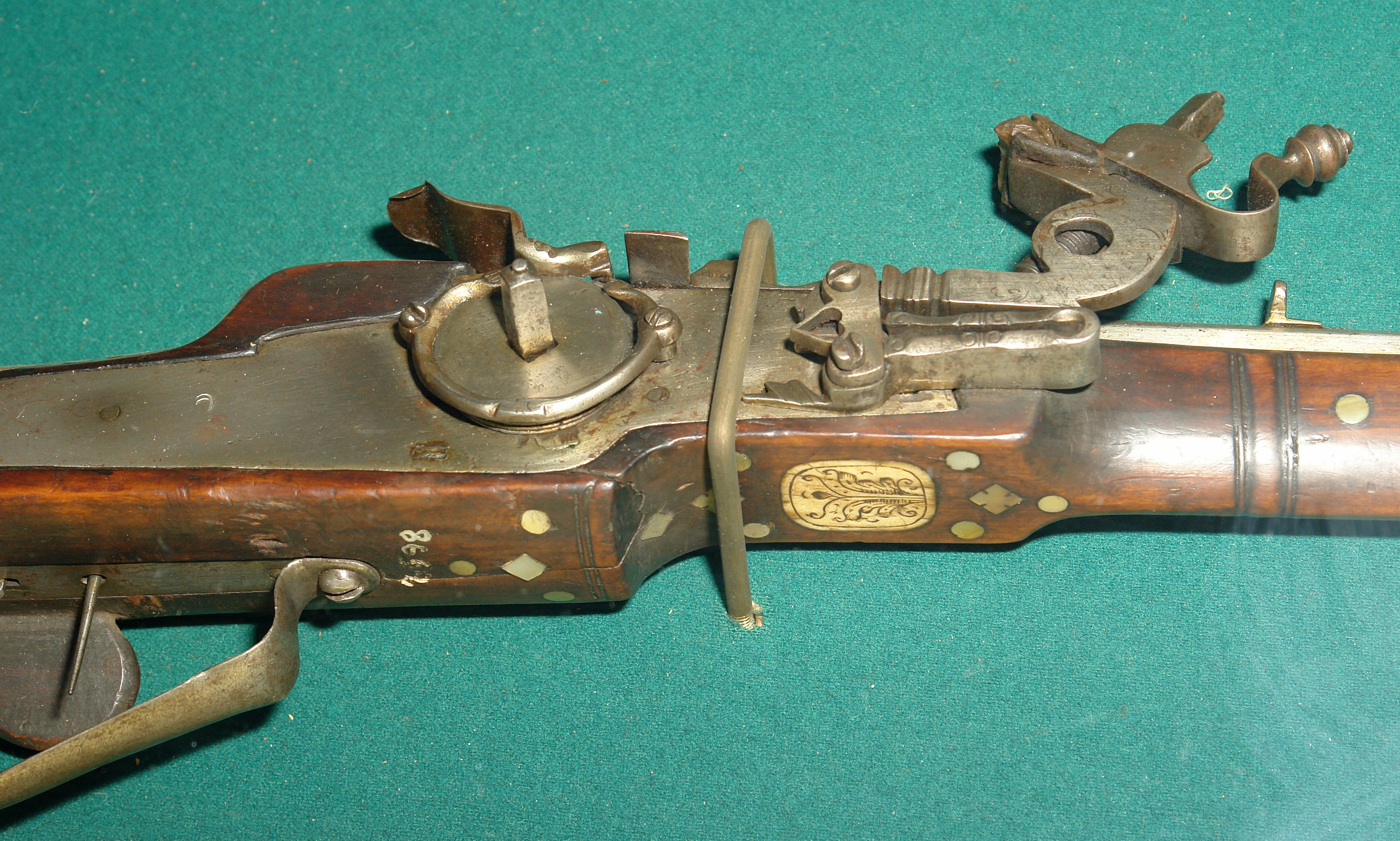
Механізм великим планом
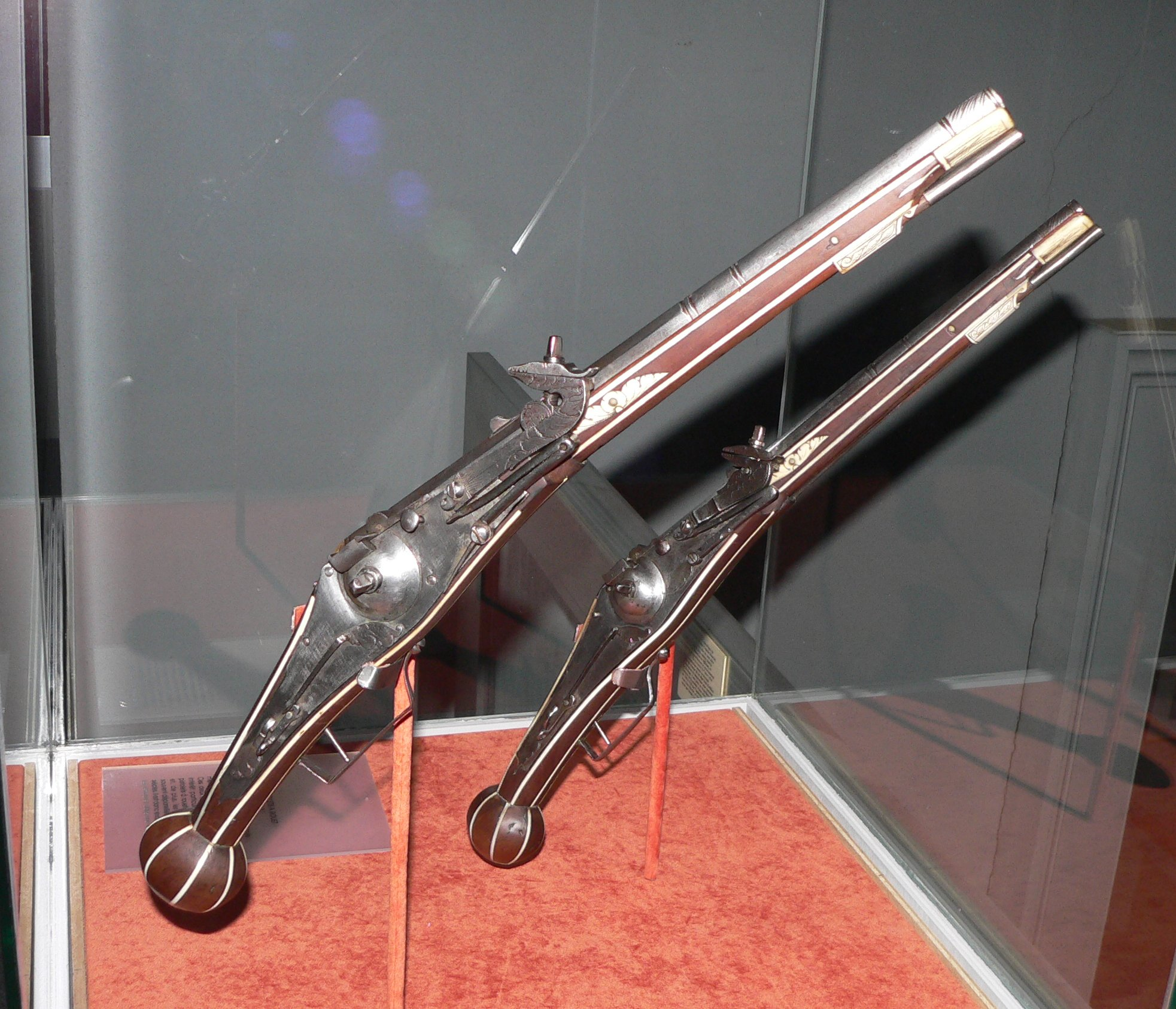
Рейтарський і звичайний колісцеві пістолети
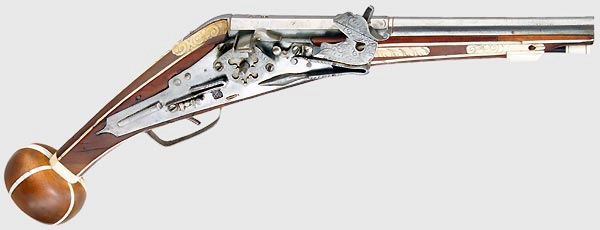
Пістолет з колісцевим замком, типу Puffer (Аугсбург, близько 1580 г.), розміри якого дозволяли носити його приховано